# Louis-François-Rodrigue Masson

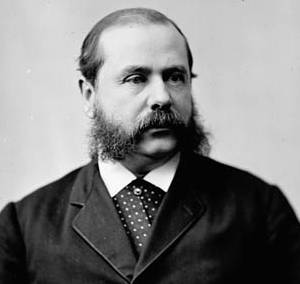
Louis-François-Rodrigue Masson

Louis-François-Rodrigue Masson, PC (* 6. November 1833 in Terrebonne, Niederkanada; † 8. November 1903 in Montreal) war ein kanadischer Politiker. Er war von 1867 bis 1882 Abgeordneter des Unterhauses (davon etwas mehr als ein Jahr lang als kanadischer Verteidigungsminister). Bis 1884 war er Senator, danach bis 1887 Vizegouverneur der Provinz Québec. 1890 kehrte er in den Senat zurück, dem er bis 1903 angehörte.

## Biografie
Vater Joseph Masson war Politiker, gehörte zu den wohlhabendsten Geschäftsleuten Niederkanadas und gilt als erster frankokanadischer Millionär. Seinem Sohn ermöglichte er eine ausgezeichnete Ausbildung; er schickte ihn an das Georgetown College in Washington, D.C. und an das College of the Holy Cross in Worcester (Massachusetts). Nach dem Tod des Vaters zog Masson 1847 nach Montreal und absolvierte das Séminaire de Saint-Hyacinthe. Bei George-Étienne Cartier erhielt er eine juristische Ausbildung und 1859 wurde er als Rechtsanwalt zugelassen. Diesen Beruf übte er jedoch nie aus und verwaltete stattdessen die umfangreichen Güter seiner Familie. 1862 schloss er sich der Miliz an und stieg bis zum Brigademajor auf.
Masson trat zur Unterhauswahl 1867 an und siegte im Wahlbezirk Terrebonne per Akklamation. Im Unterhaus setzte er sich für die Rechte von Métis und Indianern, für die Gleichberechtigung von Frankokanadier und Katholiken sowie für den Gebrauch des Französischen als Amtssprache ein. Im Bundeskabinett von Premierminister John Macdonald war Masson von Oktober 1878 bis Januar 1880 Miliz- und Verteidigungsminister, anschließend Präsident des Kronrates. Nach dem Tod seiner Ehefrau gab er im Juli 1880 seinen Ministerposten auf, im Januar 1882 trat er als Abgeordneter zurück.
Macdonald ernannte Masson im September 1882 zum Senator. Seine Parteifreunde drängten ihn im darauf folgenden Jahr, die Nachfolge Joseph-Alfred Mousseaus als Premierminister von Québec anzunehmen, doch er zeigte kein Interesse und schlug stattdessen John Jones Ross vor. Von März bis Oktober 1884 war Masson Mitglied des Legislativrates von Québec. Generalgouverneur Lord Lansdowne vereidigte ihn am 7. November 1884 als Vizegouverneur von Québec. Dieses repräsentative Amt übte er bis zum 24. Oktober 1887 aus. Im Auftrag der liberalen Quebecer Provinzregierung von Honoré Mercier verhandelte Masson in Rom mit Papst Leo XIII. über Kompensationen für die Enteignung von Gütern der Jesuiten und konnte eine Einigung erzielen. Im Februar 1890 ernannte Macdonald Masson erneut zum Senator. Dem Oberhaus des kanadischen Parlaments gehörte er bis Juni 1903 an. Vier Monate später verstarb er.